# Militair nepobject

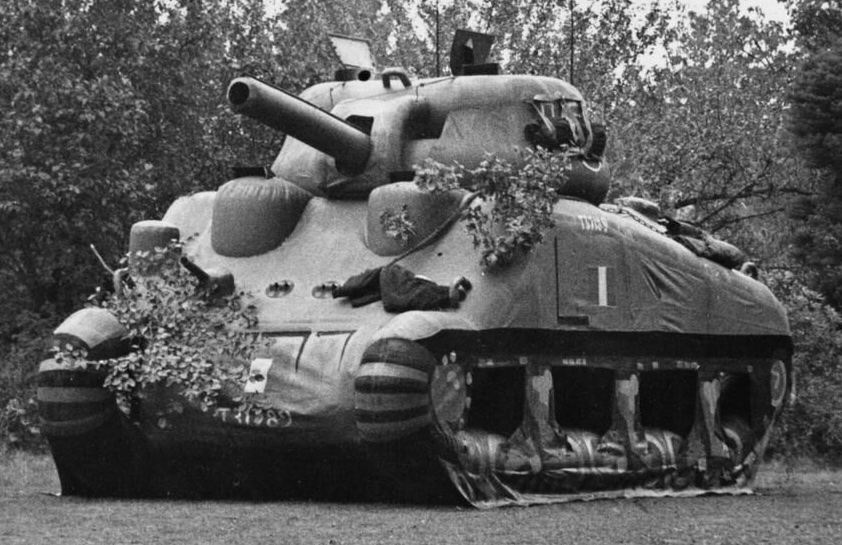
Een opblaasbare neptank, gemodelleerd naar de M4 Sherman.

In een militaire context is een nepobject, dummy of decoy een object dat lijkt op een militair waardevol object, maar niet werkt en goedkoper en sneller te produceren is dan het echte object. Het dient om de vijand te misleiden, waardoor deze bijvoorbeeld een dure en/of schaarse raket verspilt om het object te vernietigen. Bij voorkeur is het nepobject ook goedkoper dan de raket. Vaak is het opblaasbaar.
Het gaat niet alleen op visuele gelijkenis (vanaf een afstand), maar ook om het niet van echt te onderscheiden te zijn voor radar- en infraroodwaarnemingen.
Het is niet nodig dat de vijand denkt dat al de objecten echt zijn, het is voldoende dat hij echt en nep niet kan onderscheiden. Sowieso maakt dat het uitschakelen van de echte objecten minder efficiënt, en de beoordeling van de kracht en intenties van de vijand moeilijker.

## Neptank
De neptank (Engels: dummy tank) is uitgevonden in de Eerste Wereldoorlog, maar werden tot aan het begin van de Tweede Wereldoorlog niet veel gebruikt.

### Tweede Wereldoorlog
Tijdens de Tweede Wereldoorlog gebruikten zowel de geallieerden als de asmogendheden neptanks. De Britten, die ze oorspronkelijk hebben ontworpen, noemden ze "spoofs". Ook de Amerikanen gebruikten neptanks. Een van de eerste toepassingen gedurende de Tweede Wereldoorlog vond plaats tijdens de Noord-Afrikaanse Veldtocht. De constructeurs die daar gestationeerd waren bouwden twee neptanks per dag Tussen april en juni 1941 waren ze in staat om drie Royal Tank Regiments te bouwen en nog één in november dat jaar. Deze neptanks waren opvouwbaar, en dus draagbaar, maar werden nog verder verbeterd. Om de "spoofs" realistischer te laten lijken werden Jeeps gebruikt. Men plaatste een stalen kader op een Jeep, daar werd dan canvas overheen gespannen en het geheel werd zo behandeld dat het leek op een gemotoriseerde tank. Ook het omgekeerde werd gedaan: tanks laten lijken op vrachtwagens. Verder werd een apparaat ingezet dat zowel valse tanksporen produceerde, als echte tanksporen uitwiste.
Neptanks werden veelvuldig gebruikt in Operatie Fortitude, voorafgaand aan de landing in Normandië. Gedurende deze operatie werden ze gebruikt om de Duitse Inlichtingsdienst op twee manieren te misleiden: ten eerste, door te suggereren dat de geallieerden meer tanks hadden dan ze werkelijk hadden, en ten tweede door de aandacht af te leiden van de echte tanks en deze te verbergen, om zo de schijn te wekken dat de invasie plaats zou vinden in Pas-de-Calais in plaats van Normandië. Op dezelfde manier werden tijdens de Landing bij Anzio, te Italië, opblaasbare Sherman-tanks opgesteld terwijl de echte tanks ergens anders waren.
Bij de gevechten in de Grote Oceaan gebruikten de Japanners ook neptanks. Er is een geval bekend uit de Slag om Iwo Jima. Toen een Amerikaanse infanterie-eenheid, die onder artillerievuur had gelegen, een "tank" omsingelde, vond zij slechts een beeldhouwwerk dat uitgesneden was uit vulkanische as. Het Japanse Rode Leger gebruikte ook neptanks om zijn schijnbare getallen te verhogen en zijn echte verplaatsingen te maskeren.

### Tegenwoordig gebruik
Gedurende de Kosovo-oorlog plaatste het Joegoslavische leger geregeld neptanks die NAVO-troepen misleidden door ze te doen denken dat ze veel meer tanks vernietigden dan dat ze werkelijk deden.
Het Amerikaanse Leger heeft ook een moderne neptank ontwikkeld. Hij imiteert de M1 Abrams-tank niet alleen in voorkomen, maar ook in zijn warmte-afgifte zodat hij zelfs op infrarood-detectoren als echte tank overkomt. Een van deze neptanks is bestand tegen vijandelijk vuur. Door nog operationeel te lijken, kan deze neptank de vijand tot een uur vertragen, doordat vijandelijke troepen eerst de valse tank moeten vernietigen. Deze valse M1's kosten maar 3300 dollar, vergeleken met 4,35 miljoen dollar voor een echte M1. Deze neptank weegt maar 25 kilogram en past gedemonteerd in een sporttas. Zijn generator - ongeveer ter grootte van een 30 cm televisie - blaast de neptank op, zodat twee personen hem binnen enkele minuten kunnen opstellen. Nu en dan hebben echte tanks een neptank aan boord om hem op te stellen indien nodig.

## Nepkernkop
Bij een intercontinentale ballistische raket kunnen buiten de atmosfeer samen met een of meer kernkoppen opblaasbare nepkernkoppen ingezet worden, om zo het onschadelijk maken van de echte kernkop(pen) door de vijand moeilijker te maken.